# ジェファーソン・エアプレイン
ジェファーソン・エアプレイン（Jefferson Airplane）は、アメリカ合衆国出身のロックバンドである。1965年に結成され、60年代のアメリカン・ロックの黄金時代に活動した、サイケデリック文化を象徴する代表的グループの一つに挙げられる。1972年に解散。1996年「ロックの殿堂」入り。
解散時のメンバーの多くが引き続いてジェファーソン・スターシップ（Jefferson Starship）を名乗って活動を継続し、流行を巧みに取り入れて1970年代後半の最も有名なアメリカン・バンドの一つになった。1980年代後半にはスターシップ（Starship）が分離し、1990年代以降は新生ジェファーソン・スターシップ（Jefferson Starship - The Next Generation）と、ミッキー・トーマスが主宰するスターシップ（Starship featuring Mickey Thomas）の2つの流れが共存している。

## 概要
ジェファーソン・エアプレインは1965年から1972年まで活動したバンドだが、「ジェファーソン」と名乗るバンドの鍵を握るのは、創設メンバーであるマーティ・バリンとポール・カントナーだった。エアプレインにとどまらず、ジェファーソン・スターシップ以降も記述する。
1. 「ジェファーソン・エアプレイン」は、アメリカン・ロック・シーンの黎明期、フォーク・リバイバル運動をへて、フォーク・ロックやサイケデリック・ロックの代表格と捉えられ、1960年代後期のカウンター・カルチャーを象徴するバンドのひとつになった[8]。
2. 「ジェファーソン・スターシップ」の起源は、1970年にカントナーが同じくジェファーソン・エアプレインのグレイス・スリックらとのセッション・プロジェクトとして始めたプラネット・アース・ロック・アンド・ロール・オーケストラである[注 2]。ジェファーソン・エアプレイン解散後、1974年に正式にデビューして、バリンを迎え、ロック・ビジネスが成長して行く時流に乗って1970年代後半の有名アメリカン・バンドのひとつになった。
3. 70年代末にリード・シンガーをバリンからミッキー・トーマスに替え、ハード・ロック路線を進んだ。
4. ジェファーソン・スターシップの活動は1980年代に入ると次第に低迷する。「第二のジャーニー」を探すレコード会社の要求によって産業ロック・サウンドを模索。1985年にスリックとトーマスを看板に産業ロックとアダルト・コンテンポラリーのポップ路線を歩む「スターシップ」になった。
5. この時期、脱退したカントナーは自分本来の活動を再開し、「KBC」「再結成ジェファーソン・エアプレイン」「ソロ活動」を経て「新生ジェファーソン・スターシップ」として現在に至る。
6. 「スターシップ」の最後まで在籍したトーマスが、1990年代初頭に自分のバンドを「スターシップ」名義で再編成し、「ミッキー・トーマスが主宰するスターシップ」として現在まで上記「新生ジェファーソン・スターシップ」と同時に存在している。

バリン/カントナーが創設した『ジェファーソン・エアプレイン』から『ジェファーソン・スターシップ』を経て生まれた『新生ジェファーソン・スターシップ』、『スリックが在籍するスターシップ』から『スリック脱退後のスターシップ』、『ミッキー・トーマスが主宰するスターシップ』は、それぞれ異なるファン層を持った「まったく別なバンド」と見るのが妥当である。

## 略歴

### ジェファーソン・エアプレイン時代（1965年 - 1973年）

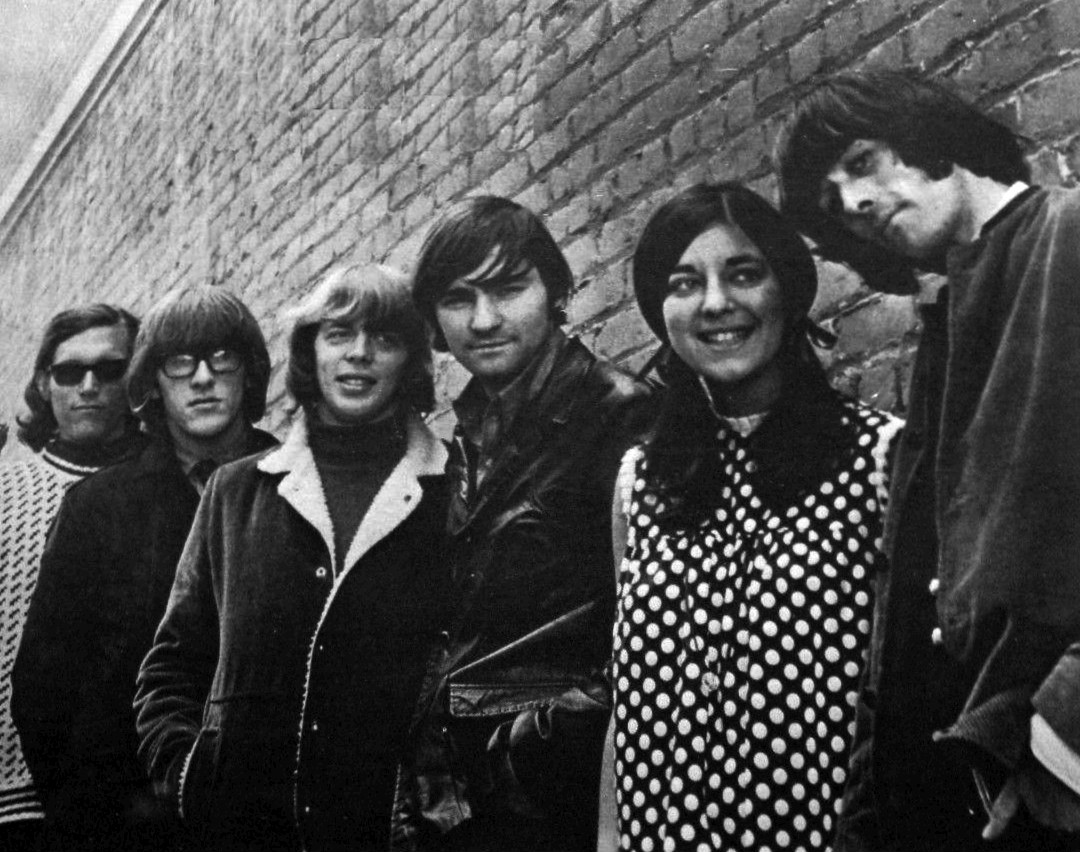
シグニー・トリー・アンダーソン在籍時代 (1966年)。左からカウコネン、カントナー、キャサディ、バリン、アンダーソン、ドライデン。

1960年代に吹き荒れたビートルズ旋風/ブリティッシュ・インヴェイジョン、その刺激を受けて続々と誕生した新世代のUSバンドを代表するグループだった。反体制や薬物体験を歌った歌詞などにより、「60年代カウンターカルチャー」の申し子とも見られた。また、ドラッグカルチャーやライトショウを駆使したステージに象徴されるサイケデリアの時代に、バンドは最初のピークを迎えた。そのイメージから、日本では「サイケデリック・ロック」の代表格として語られる事も多いのだが、実際にはそのサイケ時代は短く、より幅広い音楽的要素を持っているバンドである。
バンド創設者のバリンは1962年にポップス/R&Rシンガーとしてシングル・デビューし、1963年にはフォーク・シンガーに転じてサンフランシスコに移り、フォーク・グループに参加していた。一方、根っからのフォーキーであるカントナーはフォーク・シンガーとしてサンフランシスコのコーヒーハウスなどで活動していた。この2人が出会い中心に、1965年にジェファーソン・エアプレインの母体が出来上がりライブ・デビュー。RCAとの契約はサンフランシスコ・エリアのロックバンドで初メジャー契約のバンドとして一躍注目を集めた。当初はバリンのボーカルを中心に、1966年のデビュー・アルバム『テイクス・オフ（Jefferson Airplane Takes Off）』 では、サンフランシスコ・ローカルのトップ・グループ、ボーブラメルズ(Beau Brummels・英語版)の流れを汲む軽快な楽曲、フォーク・シーンでは堅実なブルース・ギターを得意にしていたヨーマ・カウコネンらの演奏に、プロデュースと録音エンジニアを務めたデヴィッド・ハッシンジャー(:David Hassinger・英語版)のアレンジでフォーク/R&R/R&B/ブルースが混ざり合ったフォークロックだった。ラヴィン・スプーンフルやブルース・プロジェクトなどを生んだ東海岸のニューヨークと西海岸のサンフランシスコでは音楽傾向が異なった。フォークロック先駆にあたるバーズは1966年にアルバム「霧の5次元（Fifth Dimension）」を発表、この新奇な（ロックミュージックの）実験音楽が流行し電気増幅された楽器と音響装置の改良進化を反映したものだった。演劇と実験音楽やオペラなどの体験から独自に特徴あるバリン、カントナー、シグニー・トリー・アンダーソンの男女3人によるボーカルハーモニーで一般的認知のギター/ベース・サウンドが絡むスタイルはほぼ確立されていった。

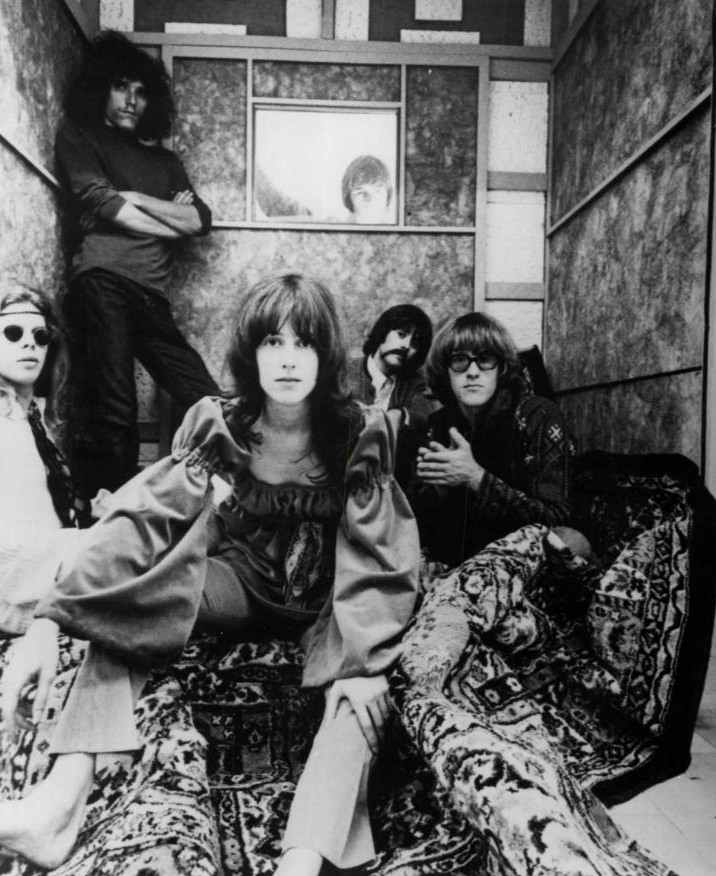
グレイス・スリック加入期 (1967年）。前列左からキャサディ、スリック、ドライデン、カントナー。後列左からカウコネン、バリン（窓の外）。

1967年、セカンド・アルバム『シュールリアリスティック・ピロー（Surrealistic Pillow）』制作前にアンダーソンに代わってスリックが加入して、バンドに一大飛躍がもたらされた。そのカリスマ性を体現するかのような強力な歌声で「ホワイト・ラビット」 の中ヒット、「あなただけを（Somebody To Love）」 の大ヒットを生んだ。また各メンバーも強烈に主張し始め、バリン作のメランコリックな曲、数年後に結成されるホット・ツナを予感させるカウコネンの曲、バリン、スリック、カントナーのボーカルが絡み合う曲など、その後長らくバンドを彩る多様なスタイルが既に現れていた。同年のモントレー・ポップ・フェスティバルへの出演により彼等の名前は全米に広まった。この頃よりライブ照明にリキッドライトを導入している。1968年2月に開催された第10回グラミー賞で最優秀新人賞（Best New Artist）の受賞候補になった。
当初はバリンがリーダーだったが、サード・アルバム『アフター・ベイシング・アット・バクスターズ（After Bathing at Baxter's）』(1967年）を制作する頃からは独創性を発揮し始めたカントナーのリーダーシップや他のメンバーの主張も台頭し、バンド内の力関係も変化し始める。傍目には危ういとさえ感じられるこの個性のぶつかり合いこそが、彼等を時代の頂点に押し上げる原動力になった。バリンはポップ・ソングやR&R/R&B、カントナーはフォーク・ミュージック、ギターのカウコネンはトラディショナルなブルースの追求者、ベースのジャック・キャサディはR&B、ブルーズ、R&R、ジャズと幅広く好み、ドラムスのスペンサー・ドライデンはジャズ出身という多様性を持っていた。
彼等は当時の大掛かりな音楽フェスティバルにくまなく参加し、1967年から1969年にかけて人気はピークに達した。ひたすら新しい音楽表現を追求したサイケデリアの時代が過ぎ、1969年8月にウッドストック・フェスティバル に出演した頃にはベトナム戦争が泥沼化し、彼等は「反体制メッセージ」の代弁者としての存在感を増して行く。その中心は政治的メッセージを発するカントナーとカリスマ性が頂点に達したスリックに移っていた。同年11月に発表した通算6作目のアルバム『ボランティアーズ（Volunteers）』には、「ウィ・キャン・ビー・トゥゲザー」に代表される反戦とアナキズムを強く訴える曲が収録された。一方、余りにも過酷になった活動の中で、よりパーソナルな音楽活動を望むカウコネンとキャサディはブルーズ・デュオのホット・ツナ（Hot Tuna）を開始した。12月6日にローリング・ストーンズが主催して開かれたオルタモント・フリーコンサートに出演した際、ストーンズが会場の警備係に雇ったヘルズ・エンジェルスと観客の喧嘩を収めようとステージから飛び降りたバリンがエンジェルスのメンバーに殴られて卒倒失神する暴力沙汰で、コンサートが一時中断した。
1970年代に入る頃には、演奏スタイルもストレートでややハードなものに変化していった。1970年2月にはドラマーのドライデンがよりハードなドラミングを求めるメンバーによって脱退させられ、後任にはホット・ツナに参加していたジョーイ・コヴィントンが選ばれた。同年9月にはジミ・ヘンドリックス、10月には彼等と同じくサンフランシスコを拠点に活動していたジャニス・ジョプリンが死亡し、特にバリンは薬物摂取によるジョプリンの死に衝撃を受けて翌日のステージを欠席して帰宅してしまい、彼等は代わりにコヴィントンが数年前に知り合ったパパ・ジョン・クリーチ（ヴァイオリン）を迎えてステージを務めた。西海岸のミュージシャンとプラネット・アース・ロック・アンド・ロール・オーケストラのセッションを活発に行なっていたカントナーは、これらのミュージシャンと制作したアルバム『造反の美学（Blows Against the Empire）』をジェファーソン・スターシップとの共作という名義で発表した。バリンはヘンドリックスやジョプリンの死を契機に音楽活動を見直したいと考えるようになり、自分が作ったバンドから1971年4月に脱退した。
このような状況で彼等はRCAとの契約期間が終了すると、1971年にRCAを親会社に持つ「グラント・レコード（Grunt Records）」を設立。クリーチとコヴィントンを迎えて同年9月に発表した通算7作目のアルバム『バーク（Bark）』は全米11位のミリオンセラーを記録した。他のアーティストとも契約して作品をリリースするなど、チャレンジは続けた。しかしこの時期、ロサンゼルス勢力の台頭など音楽シーンの新旧交代も影響して活動は停滞。カントナーは上記『造反の美学』に続くプロジェクト作品をスリックの初ソロ・アルバムを含めて1973年までに3作制作して、ジェファーソン・スターシップのコンセプトを発展させた。ホット・ツナもアルバム制作を続けるなど、各々のソロ活動が本格的になり、外に向かって行った。
1972年に通算8作目のアルバム『ロング・ジョン・シルヴァー（Long John Silver）』の制作を開始。4月にドラマーがコヴィントンから元タートルズのジョン・バーベイタになった。同アルバムは7月に発表され、全米20位を記録、8月から9月にかけて最後のツアーが行なわれ、途中から元クイックシルヴァー・メッセンジャー・サーヴィスのディヴィッド・フライバーグが参加した。ツアー終了後にカウコネンとキャサディはホット・ツナの活動に専念することを発表。翌1973年にはツアーのライブ・アルバム『サーティ・セカンズ・オーヴァー・ウィンターランド（Thirty Seconds Over Winterland）』が発表されたが、ジェファーソン・エアプレインは既に活動を停止していた。

### ジェファーソン・スターシップ時代（1974年 - 1984年）

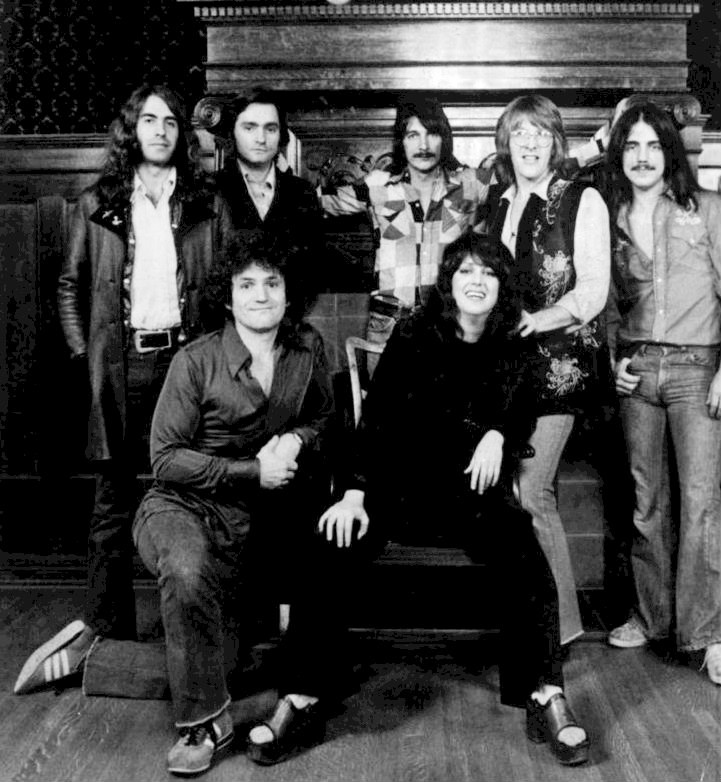
1976年

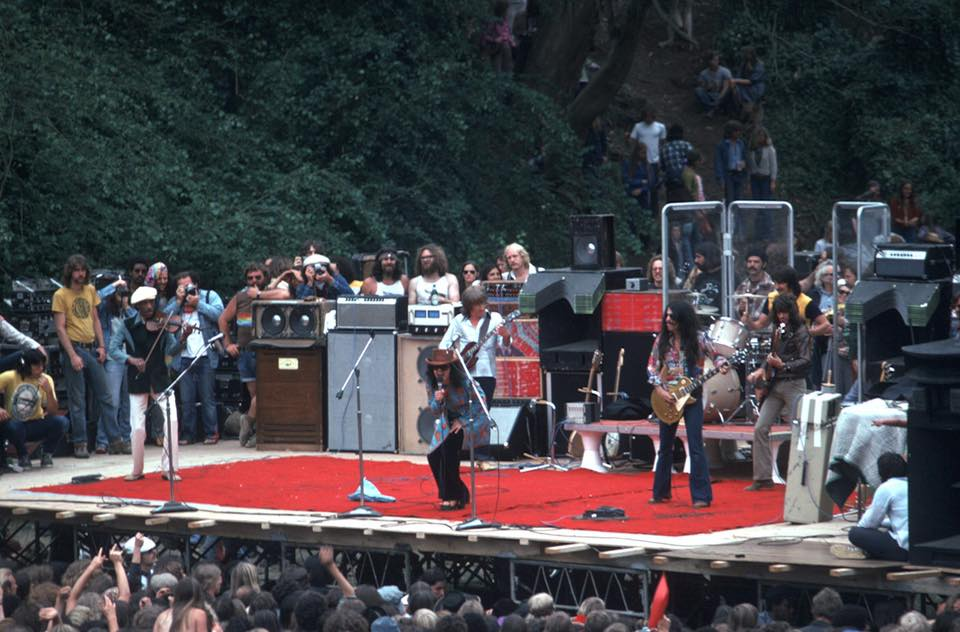
USA・サンフランシスコ公演 (1976年7月)

翌1974年、カントナー・プロジェクト（1970年-1973年）のメンバーをベースにスリックの初ソロ・アルバムをプロモートするツアーを行なう事になり、バンド名をパーマネントバンドとしてのジェファーソン・スターシップに決定。メンバーは最後までジェファーソン・エアプレインのメンバーだったカントナー、スリック、フライバーグ、クリーチ、バーベイタと、クレイグ・チャキーソ（ギター）、カウコネンの実弟ピーター（ベース、ギター）。この公演の後、ピーター・カウコネンがピート・シアーズに交代してデビュー・アルバム『ドラゴン・フライ（Dragon Fly）』 が制作された。
このように、ある時期を境にエアプレインからスターシップに単に改名されたのではなく、「エアプレイン」と「カントナーのスターシップ」が平行して活動し、エアプレインが解散した後でスターシップが改めてデビューしたのが経緯だった。『ドラゴン・フライ』とライブにはバリンが早くもゲスト参加し、彼がカントナーと共作した「キャロライン（Caroline）」はFMステーションでヘビーローテーションになる。セカンド・アルバム『レッド・オクトパス（Red Octopus）』（1975年）はエアプレインのアルバムも成し遂げなかった全米1位を獲得。同アルバムからはバリンがフルタイムで復帰し、彼の作品「ミラクルズ：Miracles」はシングルチャート最高3位の大ヒット。同年の「ランナウェイ」も好評だった。さらに78年には、「カウント・オン・ミー」もヒットした。復活したバリン/スリック/カントナーのコーラスワークを新しいバンド・アンサンブルに載せて、一気に人気グループの座を奪還した。エアプレインとは大幅に異なる音楽を取り入れて1970年代ロックシーンのメインストリームに登場した形だが、この時はメンバーが主導して掴んだ成功であり、1980年代に起きた変化（後述）とは異なっていたと言える。1970年代のロックシーンで通用する音楽作りという面では、作曲・編曲で大活躍を見せたピート・シアーズの手腕が大きく貢献した。また、カウコネンとは全く違ったコンテンポラリーなスタイルを持つクレイグ・チャキーソも演奏・作曲で活躍した。
4年余り続いたこのジェファーソン・スターシップの全盛期には、音楽的にバリンの存在感が大きくなり、エアプレイン結成以来ようやく彼の理想的なバンドが実現した時代でもあった。そして彼だけでなく、スリックの歌唱力を生かした曲や、エアプレイン以来のボーカル・ワークを生かした曲も数多く生まれ、4枚のアルバムが成功を収める。バンドとしての調和もとれた時期だった。しかし、長らくバンドのシンボルであり続けたスリックが精神的不安定から深刻なドラッグ中毒のトラブルを抱え、1978年から1981年まで一時脱退を余儀なくされる。リードシンガーはバリンだけという体制でツアーも続け、1978年にはこの編成での最終シングル「Light The Sky on Fire」を発表。これは、アメリカのTV番組『Star Wars Holiday Special』のテーマ曲になり、彼等も演奏シーンで出演した。この後、ドラマーのバーベイタが自動車事故で活動できなくなり、エインズレー・ダンバーが参加する。

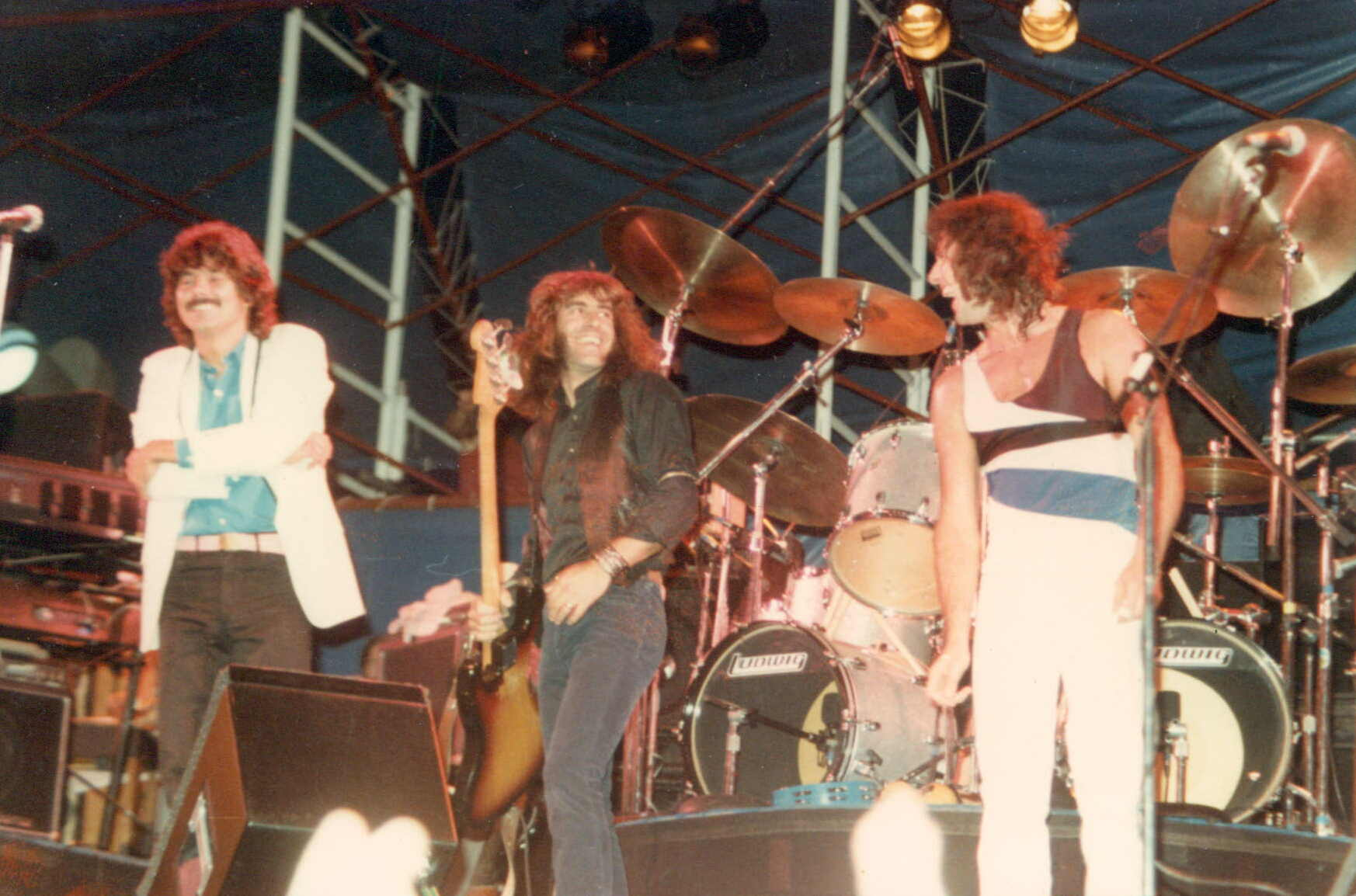
1981年

彼等はラブ・バラード等を極力減らしてより強力な音楽でイメージチェンジを図ることを決め、新作のためのリハーサル/レコーディングに入る。しかしバリンが脱退する事態になり、後任として南部出身のミッキー・トーマスを起用。完成された1979年の『フリーダム・アット・ポイント・ゼロ（Freedom At Point Zero）』は、トーマスの声質を生かしたハードロック路線だった。TOTO風ハード・ロックのシングル盤「ジェーン」はまずまずの成功を収めたが、60年代以来のファンからは産業ロック志向であるとの否定的な評価を受けた。その延長線上で創られた1981年の『モダン・タイムズ（Modern Times）』にはスリックがゲストとして参加し、1982年の『奇蹟の風（Winds Of Change）』では正式復帰した。彼等は万全の体制を取り戻したかに見えたのだが、1980年代初頭から方向性の模索を続けなければならない状況に陥っていた。レコード会社は彼等に、当時のメインストリームになった産業ロック/スタジアム・ロック・スタイルのヒット曲を要求した。急速に変化する音楽シーンはMTV全盛期に突入し、音楽ビジネスの先端は、ビジュアル戦略にも重きを置いたマドンナ、マイケル・ジャクソンなどのポップ・ソングに移って行った。
会社は1960年代以来のベテラン・アーティストに厳しい対処をするようになり、ジェファーソンらしい音楽は急激に失なわれた。メンバー間の対立も深刻になったが。それは一般的に伝えられたようなカントナーひとりが浮いてしまったなどという単純なものではなかった。より若いターゲットに向けてコンテンポラリーなMTV路線を志向するようになったトーマス/チャキーソ/ドニー・ボールドウィン、シンセサイザー/コンピューターを多用しながらも従来通りのコアなロック・ファンにアピールしたいと考えるカントナー/シアーズ/フライバーグの2派に別れ、最後の切り札を握るのがスリックという構図だったと伝えられる。
この間、ソロ活動を行なっていたバリンは1981年に「ハーツ（ハート悲しく）」のヒットを放ち、この勢いで1982年1月に来日を果たしている。カントナーは13年ぶりにソロ・プロジェクトを復活させ、プラネット・アース・ロック・アンド・ロール・オーケストラ名義でのソロ・アルバム『プラネット・アース・ロック・アンド・ロール・オーケストラ（Planet Earth Rock And Roll Orchestra）』（1983年）を発表。こちらの方が本来のジェファーソン・サウンドが展開されている作品だった。続くジェファーソン・スターシップの『Nuclear Furniture』（1984年）では、当時最新のエレクトロ・ポップを大幅に導入。ここで本来のコンセプト・メーカーであったカントナーが突出して他のメンバーと対立するようになる。

### 分裂期（1985年 - 1990年）
この時期はレコードセールスの要因もあって、特に日本では「スターシップ」についての情報しか入らず、長いジェファーソンの歴史で単に最後のバンドがスターシップだった、という認識が強い。しかし、1985年以降の数年間は、スリックやトーマスを看板とするスターシップと、カントナーを中心としたKBC/再結成ジェファーソン・エアプレインに分裂していた。

#### スターシップ
やがてMTV時代に生き残るためにレコード会社やプロデューサーが求めるようなスタイルを受け入れようと考えたスリック/トーマスがバンドの方向性を握るようになる。バンドの変容は進み、あるライブでは女性バック・コーラスを配置する案まで出てカントナーは激怒。当時勢いに乗っていたロックバンド「ジャーニー」の前座を務めるという提案もあったが、かつて一緒にツアーをした時に比べ「極度に安い報酬を提案された」ために拒否、という話も残っている。このような経緯から、もはや主導権が取れなくなったカントナーは、もう1枚アルバムを制作した後に解散するという意思を表明するが、他メンバーは存続を要求。1984年、結局彼は一人脱退し、残ったメンバー達にバンド名「ジェファーソン・スターシップ」を使わないように訴訟を起こした。公判中、メンバーは一時スターシップ・ジェファーソンと名乗って公演を続けたといい、事態の混乱を物語っている。1985年の判決の結果、両者とも使えないことになり、折衷案として「ジェファーソン」をはずして「スターシップ」となり、新たにRCAと4枚のアルバム制作の契約を結んで再出発した。
スターシップは当時先端のサウンドを全面的に取り入れ、マーティン・ペイジによるシングル「シスコはロックシティ（We Built This City）」で、エアプレイン時代を含めて初の全米1位（1985年11月16日付 - 23日付）を獲得。エアプレインも果たせなかった日本公演を実現させた。
彼等は外部ライターの楽曲を中心に完全にマーケティング主導型の制作をする「コーポレート・ロック体制」に変更。ファン層は入れ替わった。「Sara」（1986年3月15日付）、「愛はとまらない（Nothing's Gonna Stop Us Now）」（1987年4月4日付-11日付）の2曲も全米1位になったが、熱心なロック・ファンからは見放されてしまった。1988年、ジェファーソン・エアプレイン時代から在籍した最後のメンバーであるスリックが年齢と音楽性の不一致を理由にライブ活動からの引退を表明し、そのまま脱退してしまう。中心メンバーがトーマスとチャキーソだけになったバンドは、メンバーを補充しながら活動を継続したが、もう1枚のアルバム『Love Among The Cannibals』（最高64位）は低迷し、シングル「It's Not Enough」は最高12位、「I Didn't Mean to Stay All Night」は最高75位と思うようなヒットは出せず、1990年に解散を決めた。レコード会社によるコントロールはトーマス以外は全てスタジオミュージシャンを起用する事を要求する程に熾烈になり、1974年のデビューからジェファーソン・スターシップに在籍し続けた最後の一人だったチャキーソは、大企業により「バンドの音楽性もミュージシャンのパーソナリティも破壊されてしまった」と後に語っている。

#### KBC バンド
一方、カントナーは本来自分が目指してきた音楽をやる為に動き始めた。1984年中にはソロ活動をしていたバリンと早くもライブで共演し、Hot Tuna解散後に結成したSVTが解散していたキャサディと共に1985年にKBC バンド（The Kantner Balin Casady Band）を結成。ティム・ゴーマン（キーボード）とスリック・アギラー（ギター）を迎えて。1986年にアリスタからアルバム『KBC BAND』（全米最高75位）を発表した。シングル「It's Not You, It's Not Me」が辛うじて最高89位などレコードセールス的には振るわなかったが、アルバム中数曲で8年ぶりにカントナー/バリンの共作も復活してジェファーソンの正統な流れを汲む演奏を聴かせ、事実上のファミリー再結集としてライブで人気を博した。
当時、アメリカの抱える諸問題をストレートに取り上げたブルース・スプリングスティーンの「Born In The USA」やジャクソン・ブラウンの「For America」などがヒットしていた。KBC バンドは1969年当時のエアプレインを思わせるような、カントナー/バリン共作のシングル「America」を発表。これは「ベトナム戦争後の問題や権力への批判」を織り込みながらも未来を肯定するという内容で、商業成績という重石が取れ、晴れて軽やかに世の中に目を向けて歌えるようになった久々のカントナーらしいメッセージの曲だった。
1987年、カントナーはアルバムに収録されていた曲「Mariel」がきっかけで、シンガーソングライターのクリス・クリストファーソンと共にニカラグアに長期滞在し、帰国後、ペーパーバック『Paul Kantner's Nicaragua Diary』を出版した。KBC バンドは活発なライブ活動を続け、2ndアルバムの制作にとりかかったがレコード会社のサポートは得られず解散した。短期間の活動に終わったが、この時のメンバーが、ジェファーソン・スターシップの再結成（JEFFERSON STARSHIP -The Next Generation）の基盤にもなった。

#### 再結成ジェファーソン・エアプレイン
KBC バンド解散後、カントナーはカウコネン、キャサディと共に「Hot Tuna with Paul Kantner」としてツアーを行なった。1988年、引退したスリックも加わり、エアプレインの4人が16年ぶりに顔を合わせた。そして1989年にはバリンも参加を承諾し、ドライデンを除く全盛期の5人でジェファーソン・エアプレイン再結成が実現した。これは、スリックを含むメンバーでバンドにもうひと華咲かせようと望んだカントナーが奔走して実現したリユニオンであり、決してレコード会社主導のイベントではなかった。アルバム『Jefferson Airplane』は最高85位、シングル「Planes」「Summer Of Love」はチャートインを果たせなかったが、全米ツアーは成功を収める。東海岸でも数度のアリーナ公演をソールドアウト、地元ゴールデンゲイト・パークでは65,000人を動員するが、その直後にまた活動停止した。ホット・ツナ再始動に向けて動き始めたカウコネンとキャサディが再び脱退したことが直接の原因になったとされる。ちなみにカントナーの初来日となるはずだった日本公演は「中止」になっている。
このように1985年から1989年にかけては、かつての仲間同士が裁判沙汰になったり、再び手を組んだりという離合集散の動きが激しく、これに対して産業ロックのスターシップに残ったメンバーは激怒したといわれる。1989年のスターシップのアルバム『Love Among The Cannibals』は彼等を皮肉ったタイトルであるとトーマスはインタビューで語っていた。1989年、「スターシップ」「再結成ジェファーソン・エアプレイン」2グループが併存する形になった。

### 新生ジェファーソン・スターシップ期（1992年 - 現在）
カントナーは1990年から1991年にかけて、KBC バンドのゴーマンとアギラーとソロ・アコースティックユニットPaul Kantner's Wooden Shipを組み全米でライブ活動を行なった。このライブは日本向けに収録され、NHK-BSで放映されたことがある。
彼はまたPaul Kantner&Female Singers Projectを企画。地元シスコで活動して後に新生ジェファーソン・スターシップのメンバーになる女性ボーカリストのダービー・グールドも参加してデモ音源が制作されたが、正式には発表されないままになっている。但し、この時の楽曲は後のスタジオ作で取り上げられている。

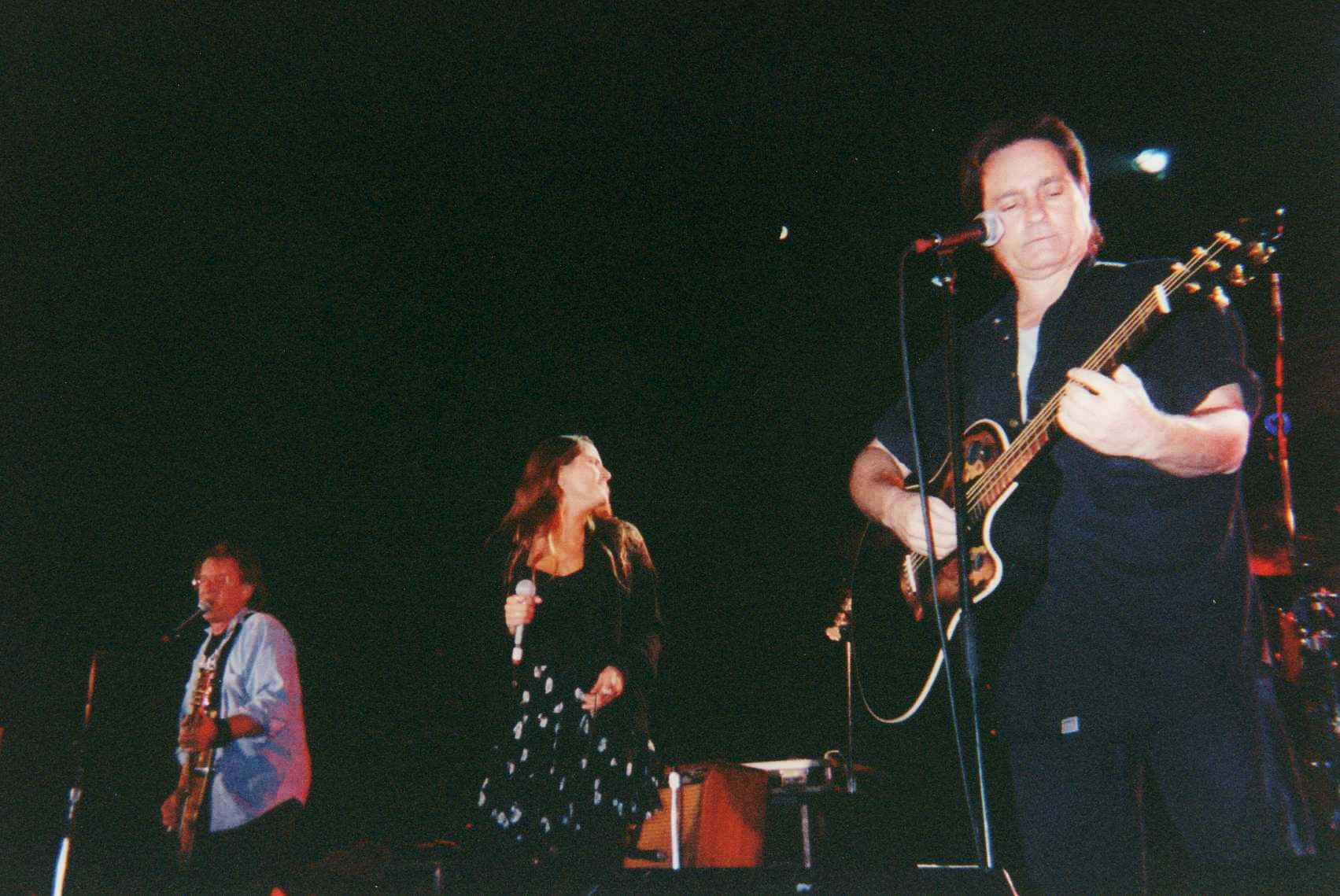
USA・サンタクルーズ公演 (1996年8月)。左からカントナー、ダービー・グールド、バリン。

1992年、Paul Kantner's Wooden Shipの3人に、キャサディ、フィドルのパパ・ジョン・クリーチ、上記のグールドを加え、新生ジェファーソン・スターシップ（Jefferson Starship-The Next Generation）が結成された。翌1993年にはバリンも再合流し、1994年には遂に初来日（福岡・大阪・東京）を果たしている。権利関係の問題でジェファーソン・エアプレインを名乗る事はできないが、ライブでは1965年デビュー以来の各ソロ作品も含めた膨大な楽曲を網羅し、1992年から2007年までに21か国で計900回近くが行なわれている。またフル編成のJefferson Starship-The Next Generation、バリンとドラマーを含まないカントナーのソロステージに近いJefferson Starship-Acoustic Explorerの2種類があり、セットリストが大幅に異なる。
1995年、新曲を含むライブCD"Deep Space/Virgin Sky"を発表。一部収録曲・ミックスの異なるスタジオ作品"Windows Of Heave"を1998年（ドイツ盤）、1999年（アメリカ・日本盤）に発表。1999年には2度目の東京公演も行なった。
2000年以降には、ライブCDやDVDをマイナーレーベルや公式サイトから数多く作品をリリース。2005年から、親交のあるロックバンド「ファミリー」のデビュー40周年記念ツアーに同行。
2007年の時点では、バリン、カントナー、2005年に正式復帰したディヴィッド・フライバーグ、歴代4人目の女性ボーカリストに当たるダイアナ・マンガーノ、スリック・アギラー、プレイリー・プリンス、クリス・スミス。ツアーによって、ダービー・グールド、トム・コンスタンテン、リンダ・インペリアル（クイックシルバー・ファミリーで、フライバークの夫人）、ピート・シアーズ、ピーター・カウコネン、ボビー・ヴェガ（ベーシスト）などがゲスト参加している。

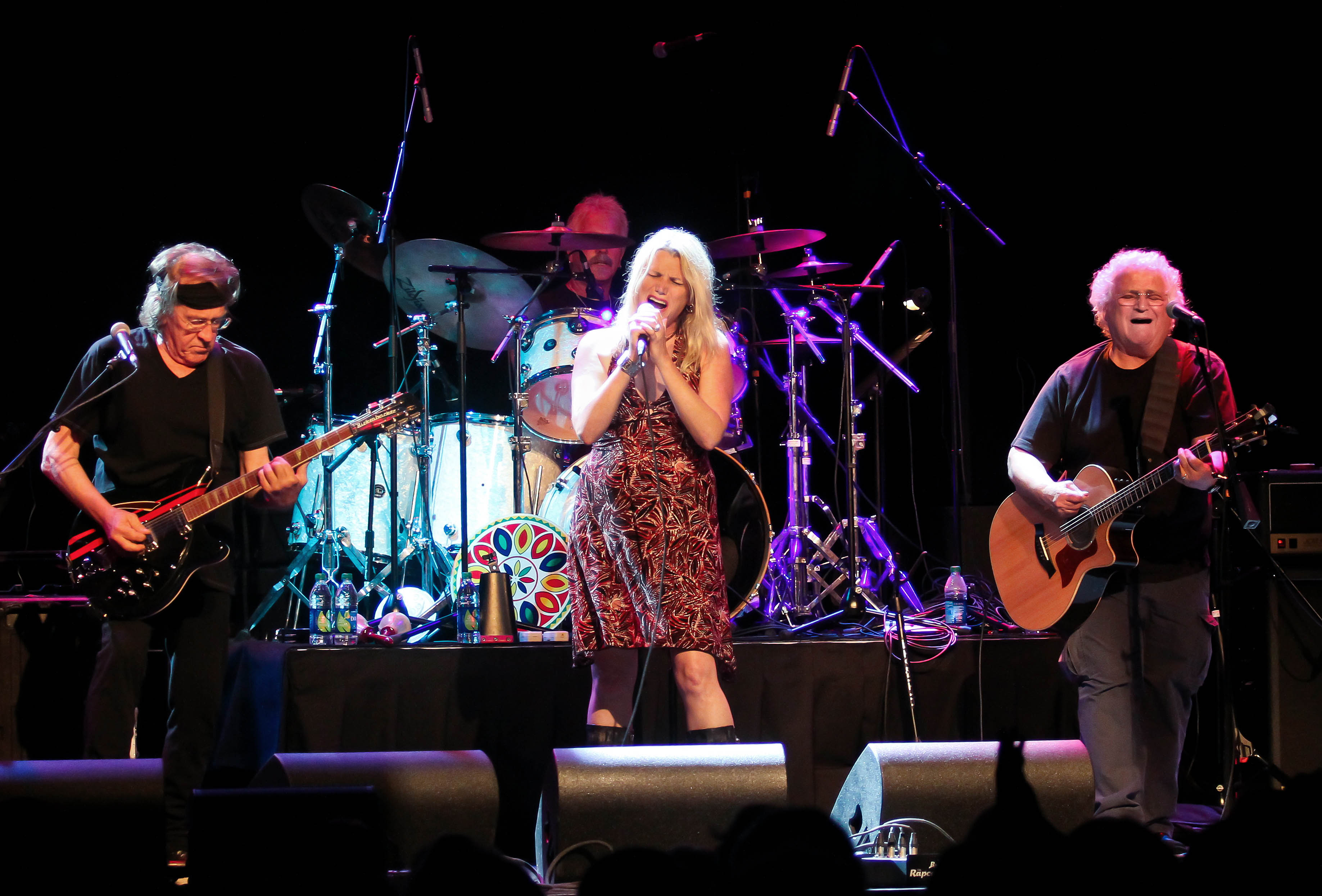
USA・ジャクソンビル公演 (2011年5月)

2008年、マンガーノに代わりキャシー・リチャードソンが新加入。同年9月、10年ぶりのアルバム『Jefferson Tree Of Liberty』をリリース。
2012年、再始動から長年在籍しているギタリスト スリック・アギラーが病により降板。代役にジュード・ゴールドが加入。
2016年1月28日、創設メンバーのカントナーと初代女性ボーカリストのアンダーソンが同じ日に死去。
2018年、創設メンバーのバリンが死去した。

## メンバー

### 現ラインナップ
- ディヴィッド・フライバーグ (David Freiberg) - ベース、キーボード、ボーカル （1972年-1985年、2005年-）
クイックシルヴァー・メッセンジャー・サーヴィスのオリジナルメンバーで、1972年の8月に始まったジェファーソン・エアプリンの最後のツアーの途中から、バリンの穴を埋めるシンガーとして参加。デビュー前には、カントナー、デビッド・クロスビーと共同生活をしていたという、西海岸人脈における隠れたレジェンドのひとり。ジェファーソン・スターシップではピート・シアーズと、ベースとキーボードのパートを分け合って担当。シンガーとしても個性的な魅力があるといわれる。脱退後、1986年頃からはゲイリー・ダンカン(Gary Duncan)が再編成したクイックシルヴァー(Gary Duncan Quicksilver)のアルバム/ライブに参加。2005年からジェファーソン・スターシップにシンガーとして正式復帰している。
- ドニー・ボールドウィン (Donny Baldwin) - ドラム （1982年-1990年、2007年-）
通算で6代目のドラマー。エルヴィン・ビショップ・バンドではミッキー・トーマスの僚友で、スターシップに体制変更した後も引き続き参加したが、1990年に関係が悪化したトーマスに重傷を負わせて事実上の解雇。2005年には、久しぶりに新生ジェファーソン・スターシップにゲストとして登場。2006年現在、再結成したベイエリアの名ファンクバンド、リディア・ペンス&コールド・ブラッドでアルバム/ツアーに参加。また、2007年以降プレイリー・プリンスが、ニュー・カーズ（後述）のツアーにより新生ジェファーソン・スターシップを一時離脱した際には、代役を経て正式メンバーに復帰した。
- クリス・スミス (Chris Smith) - キーボード (1998年-）
新生ジェファーソン・スターシップから参加。ダイアナ・ロス・バンド等、R&B系のアーティストのサポートをしていたミュージシャン。
- キャシー・リチャードソン (Cathy Richardson) - ボーカル (2008年-）
2008年3月より加入し、1999年以来久しぶりに開始された新作スタジオ盤のレコーディングに参加して以降のツアーに参加し、主力の女性シンガーとして活動する。
- ジュード・ゴールド (Jude Gold) - リード・ギター (2012年-）

### 歴代メンバー（正式に在籍した経歴があるもの総て）
※スターシップに在籍したメンバーは、スターシップ (バンド)を参照。
- マーティ・バリン (Marty Balin) - ボーカル、アコースティックギター（1965年-1971年、1975年-1979年、1993年-2008年） ※2018年死去
1962年にソロでレコード・デビュー。1963年にフォーク・グループ「タウン・クライアーズ」で活動。1964年、クラブ「マトリックス」を開設、ポール・カントナーとの出会いからエアプレインを結成。独特なハイトーンボイスを持つシンガー。R&Bも好み、初期のエアプレインでウィルソン・ピケットの「In The Midnight Hour」、1970年頃にはシル・ジョンスンの「You Wear Your Dresses Too Short」をカバーしている。1971年に一時脱退し、サンフランシスコ・バンドの「グルートナ (Grootna)」をプロデュースし、バンド「ボデイシャスDF (Bodacious DF)」を率いてアルバムを発表した後、ジェファーソン・スターシップに復帰。ソロ転向後は1981年に「ハート悲しく」[注 20][27]などのヒットを放った。ジェファーソン・スターシップにヒット曲を提供した友人、ジェシ・バリッシュのアルバム2枚でプロデューサーも務めている。ソロ・キャリアでの成功もおさめたが、セッション・ミュージシャンを従えた完全なソロ・シンガーとしての道は行かず、常に気心知れたバンドで歌うことを選んだ。結局、1993年より新生ジェファーソン・スターシップに再合流し、ソロ活動も並行して継続。画家としても制作活動をしている。2018年に死去。
- ポール・カントナー (Paul Kantner) - ボーカル、ギター （1965年-1984年、1989年、1992年-2016年)　※2016年死去
エアプレイン中期から実質的にバンドのオーガナイザーとなり、1984年から脱退していた時期を除いて現在までの中心人物。独自の音楽スタイルを持つが、新しいサウンドを導入することについては意外な程許容範囲の広いプロデュース感覚を持つミュージシャンである。1970年代のジェファーソン・スターシップがエアプレインから大幅に変化してさらに商業的成功を収めたのも、各メンバーの能力を的確に活かすことができた彼の手腕によるところが大きい。しかし自分の音楽スタイルを変えることを要求された1980年代の変化は受け入れることができず、脱退に至った。
ルーツはフレッド・ニールなどに憧れた根っからのフォーキーであり、1960年代から1970年代のロック・レジェンド、詩人、作家、ユニークな12弦ギター奏者。サイエンスフィクションを愛し、ここからスターシップのコンセプトも生み出された。クロスビー、スティルス&ナッシュ、グレイトフル・デッドをはじめとするカリフォルニア州のミュージシャンに広い人脈を持ち、彼らとの交流から数々の作品を生み出した。2016年に死去。
- ボブ・ハーヴェイ(Bob Harvey) - ベース (1965年)
初代ベーシスト[28]。アップライトベースを使いオーソドックスなブルーグラスやフォーク・スタイルのバッキング演奏をした[29]。レコーディング以前にジャック・キャサディに交代した[30]。
- ジェリー・ペロクィン (Jerry Peloquin) - ドラム (1965年)
初代ドラマー[28]。ジャズのバックグラウンドを持ち、アメリカ海兵陸軍楽隊でドラムを担当し、ワシントンDCの合衆国議会警察に勤務していた[31]。レコーディング以前にスキップ・スペンスに交代した[32]。1968年にウイングス[注 21]のメンバーとしてアルバム[33]の制作に参加した。
- シグニー・トリー・アンダーソン (Signe Toly Anderson) - ボーカル (1965年-1966年) ※2016年死去
初代女性ボーカリスト[28]。フォーク/ジャズにバックグランドを持つスタイル。歌唱力も優れていた。ファースト・アルバムの発表直後、子育てに専念するために引退。 新生ジェファーソン・スターシップのステージに何度か客演した。2016年に死去。
- ヨーマ・カウコネン (Jorma Kaukonen) - ギター、ボーカル （1966年-1972年、1989年）
同じクラブに出入りしていたカントナーに誘われてバリン、カントナー、ハーヴェイ、ペロクィン、アンダーソンのバンドに加入[28]。彼の提案でバンド名がジェファーソン・エアプレインに決まった[28]。在籍中の1969年にジャック・キャサディとともにホット・ツナ（Hot Tuna）を結成。1990年に再結成して現在も活動を続け、並行してソロ活動も精力的に行なう。また、ギター・キャンプを運営してギターを教える活動も行なっている。「ローリング・ストーンの選ぶ歴史上最も偉大な100人のギタリスト」において2003年は第54位、2011年の改訂版では削除された。
- ジャック・キャサディ (Jack Casady) - ベース (1965年-1972年、1989年、1992年-2000年）
2代目ベーシスト。加入前はリード・ギタリストだったが、カウコネン[34][注 22]に請われて[35]ベーシストとして参加[30]。在籍中にカウコネンとホット・ツナを結成。エアプレイン解散後もカントナーとの共同活動を続けて、KBC バンドや新生ジェファーソン・スターシップにも参加した。2000年以降はサザン・グループのガヴァメント・ミュール（Gov't Mule）にゲスト参加していたが、現在はホット・ツナを中心に活動を続けている。
- アレックス・スキップ・スペンス (Alex Skip Spence) (en)- ドラム （1965年-1966年） ※1999年死去
2代目ドラマー。カナダ出身。本名アレクサンダー・スペンスと表記される場合もある(アレックスはアレクサンダーの愛称)。先祖にはネイティブ・アメリカンの血脈があり、カリフォルニア州には父親がある航空機製造メーカーに就いたことから少年期に家族で移住している。ニックネーム「スキップ」は、類い希な音楽の才能と破天荒な人柄（破綻者）に由来する。本来はギタリストで、エアプレイン加入前は西海岸のフォーク・クラブ、コーヒーハウスを渡り歩き、のちにクイックシルヴァー・メッセンジャー・サーヴィスを結成することになるフライバーグたちと活動していたことがあるとも言われている。ハイスクールのブラスバンドやアマチュアR&Rバンドでドラムスを叩いていた経験がある程度だったが、バリンに「君は僕のバンドのドラマーだ」と言われてドラムを担当することになった。この時、本人はギタリストだとしか自己紹介せず、バリンも彼の経歴は全く知らずに誘ったという。ジェファーソン・エアプレイン脱退後、モビー・グレープを結成。1971年に、ドラムスを含む全ての楽器を一人で演奏したソロ・アルバム『Oar(en)』を発表する。1999年に死去。
- グレイス・スリック (Grace Slick) - ボーカル、ピアノ （1966年-1979年、1981年-1988年、1989年）
2代目女性ボーカリスト[36]。イリノイ州出身[37][注 23]。マトリックスに出演していたバンド、グレート・ソサエティ（The Great Society）から引き抜かれてライブ・デビュー。アルバムは『シュールリアリスティック・ピロー』（1967年）から参加。以降、バンドを象徴する重要人物になり、女性ロックスターの草分け的存在。また、常にエキセントリックな言動が注目を浴びた。数々のアルバムで聴かれるピアノも独特なセンスが光り、強力なバッキングは聴き物。新生ジェファーソン・スターシップでは、1995年・2001年とステージに登場しているが、原則的には音楽界からは引退して画家などの活動をしている[注 24]。
- スペンサー・ドライデン (Spencer Dryden) - ドラム （1966年-1970年） ※2005年死去
3代目のドラマーで全盛期のリズムセクションを支えた。喜劇王・チャップリンの甥にあたる[38][注 25]。ジャズ出身らしいシャープなドラミングがバンドサウンドに特色を与えたが、ハードなドラミングを求めるメンバーによって脱退させられた[18]。グレイトフル・デッドのスプリンター・バンドであるニュー・ライダース・オブ・ザ・パープル・セイジに参加してカントリーロックを長らく演奏。元クイックシルヴァーのジョン・シポリナとも活動した。1989年の再結成ジェファーソン・エアプレインには招かれなかった[22]。KBC バンドや新生ジェファーソン・スターシップのライブにゲスト参加したことがある。2005年に死去。
- パパ・ジョン・クリーチ (Papa John Creach) - ヴァイオリン （1971年-1975年、1992年-1994年）※1994年死去
ブルース、カントリー、ジャズなどのルーツ・ミュージック出身の黒人フィドラー。クリーンヘッド・ヴィンスンやスリム・ゲイラードなどの有名ブルーズ/ジャイヴ・ミュージシャンとの交流もあり、若い頃の録音も残っている。友人だったジョーイ・コヴィントンに紹介されて加入[19][注 26]。並行してホット・ツナや自ら率いるズールー[注 27]でも活動。1992年から1994年の死去まで新生ジェファーソン・スターシップに参加。1994年に死去。
- ジョーイ・コヴィントン (Joey Covington) - ドラム、ボーカル （1970年-1972年） ※2013年死去
4代目ドラマー。ドライデンの後任としてエアプレインに参加[18]。メンバーが望んだ、よりロック的でタイトなリズムをもたらした。エアプレインを辞めた[39]後も、サンフランシスコのミュージシャンなどと活動を続けた。2013年に死去[40]。
- ジョン・バーベイタ (John Barbata) - ドラム、ボーカル （1972年-1979年）※2024年死去
5代目ドラマー。タートルズやクロスビー・スティルス・ナッシュ&ヤングとの活動などを経て、エアプレインに参加[39]。伝説のL.A.スワンプバンドLAゲッタウェイ（通称）での活動も知られる。西海岸らしいカラっとした音色で端正なビートを叩き出す。交通事故で1978年に活動休止。晩年は自分のバンドでローカルな活動をしている。2024年に死去。
- グレイグ・チャキーソ (Craig Chaquico) - ギター （1974年-1992年）
ハイスクール在籍中にプロとして初レコーディングを経験、1971年からカントナー&スリックのプロジェクトに参加。エアプレインが運営するグラント・レーベル所属のバンド、ジャックトレイラー&スティールウインドに在籍してレコードもリリース。カントナーに才能を認められ、後に19歳でジェファーソン・スターシップに加入。個性的でカラフルなギターワークでバンドに新風を吹き込んだ。スターシップ解散後はソロに転向し、アコースティック・アルバムを精力的に発表してグラミー賞の受賞候補となっている。自己のバンドを率いてライブ活動も行なっている。
- ピーター・カウコネン (Peter Kaukonen) - ベース、ギター （1974年）
ヨーマ・カウコネンの実弟で、グラント・レーベルからソロ作品をリリース、カントナーのプロジェクトを経てジェファーソン・スターシップの初期のツアーに参加した。1989年の再結成ジェファーソン・エアプレインのサマー・ツアーにギタリストとして参加、1990年代から新生ジェファーソン・スターシップのツアーではキャサディの代役として度々登場している。近年もシンガーソングライターとして、ソロ・アルバムをインディペンデントからリリースしている。
- ピート・シアーズ (Pete Sears) - ベース、キーボード （1974年-1987年）
英国から西海岸に渡って来たミュージシャンのひとり。1960年代にはレ・フルール・ド・リス（The Fleur de Lys）に一時期在籍。ロッド・スチュワートとの仕事でも知られる。ジャーニー結成前のニール・ショーン、ドラマーのグレッグ・エリコとHappy Birthdayというトリオを結成したが、実質的にほとんど活動しないまま解散した。サンフランシスコの名シンガーであるキャシ・マクドナルド（Kathi McDonald）のソロ・アルバムにも参加。1973年に発表されたスリックの1stソロアルバム『マンホール』からファミリーに加わり、ジェファーソン・スターシップのメンバーになる。またコパーヘッドで元クイックシルヴァーのギタリストであるジョン・シポリナと活動したこともある。あらゆるキーボード類、ベース、ギターを弾きこなし、作曲/アレンジにも優れる。近年は一時期ホット・ツナに正式参加したり、新生ジェファーソン・スターシップのライブにゲスト参加したりしている。
- ミッキー・トーマス (Micky Thomas) - ボーカル （1979年-1984年）
南部出身で、黒人ゴスペルシンガーのバックコーラスなどを経て、エルヴィン・ビショップ・バンドで活躍。スリック、バリンの後釜としてジェファーソン・スターシップに参加。1985年頃、ピーター・セテラが抜けたシカゴから参加の打診も受けたが実現しなかった。近年ではスターシップ以外に、プロジェクト=オーヴァー・ジ・エッジ（2004年）のCDにも参加している。
- エインズレー・ダンバー (Aynsley Dunber) - ドラム （1979年-1982年）
英国人のドラマー。ジョン・メイオール&ザ・ブルースブレイカーズ出身で、ジェフ・ベック・グループやジャーニーにも在籍していた。ジャーニー脱退後、シアーズの推薦でジェファーソン・スターシップに参加。 脱退後は、英国バンド中心の活動に戻り、ホワイトスネイクに参加、度々とりざたされたレッド・ツェッペリン再編成の話題では参加も噂された。近年は再編されたアニマルズのライブに参加している。
- ティム・ゴーマン (Tim Gorman) - キーボード、ボーカル (1985年-1987年、1990年-1995年）
1982年にザ・フーのアルバム制作とツアーに参加。1985年、KBC バンドに参加。1992年新生ジェファーソン・スターシップ参加。ニッキー・ホプキンスやシアーズを思わせるピアノプレイが秀逸。
- スリック・アギラー (Mark "Slick" Aguilar) - ギター、ボーカル (1985年-1987年、1990年-2012年、2014年)
新生ジェファーソン・スターシップのリードギタリスト。マイアミのスタジオ・ミュージシャン出身で、KC&ザ・サンシャイン・バンドなどに参加。1980年代にバリンのソロ、デヴィッド・クロスビー等と活動。1985年KBC バンド参加以降、カントナー、バリンの右腕として活動を共にしている。病気療養のため2012年よりツアーには不参加だったが、2014年8月のライブに客演。
- ブレット・ブルームフィールド (Blett Bloomfield) - ベース (1988年-1990年、1992年）
1987年、スリックのソロ・アルバムに参加した後、シアーズ脱退後のスターシップに参加。1992年には再編成スターシップに一時参加した。
- マーク・モーガン (Mark morgan) - キーボード (1988年-1990年)
シアーズの脱退後、スターシップに参加。
- ダービー・グールド (Darby Gould) - ボーカル (1992年-1995年、2008年)
サンフランシスコで人気のあった、ワールド・エンタテインメント・ウォー（World Entertainment War）から、ポール・カントナー&フィーメイル・シンガーズ・プロジェクトに参加した後、新生ジェファーソン・スターシップに。ライブ・アルバム『Deep Space/Virgin Sky』でCDデビュー。その後脱退するが『ウィンドウズ・オブ・ヘヴン』にもトラック8でゲスト・ボーカルとして参加。近年再びライブに登場し、ダイアナ・マンガーノとの女性ツインボーカルを復活させている。
- プレイリー・プリンス (Prarie Prince) - ドラム (1992年-2008年)
新生ジェファーソン・スターシップから参加。通算7人目で、一番長くドラマーの座についている。かつてジャーニーのメジャー・デビュー以前の前身バンドであったゴールデン・ゲート・リズムセクションに在籍。サンフランシスコのニュー・ウェイヴ・グループであったザ・チューブス（The Tubes）のオリジナルメンバー。ジェイムズ・ギャングやディープ・パープルのギタリストだったトミー・ボーリンのファースト・ソロ・アルバムにも参加。トッド・ラングレンのサポートでも活動。現在はラングレンをフロントマンに据えて[注 28]再結成したニュー・カーズのアルバム/ツアーにも正式参加しているなど、多彩な活動歴を持つ。なおニュー・カーズへの加入に伴い新生ジェファーソン・スターシップを脱退したが、時折ライブにゲスト出演している。
- ダイアナ・マンガーノ (Diana Mangano) - ボーカル (1993年-2008年)
1993年に開催されたWoodstock-Mexicoで新生ジェファーソン・スターシップのシンガーとしてデビュー。カントナーにデモ・テープを渡してファンからメンバーになった。当初はグールドとの女性ツインボーカルでステージに立ったが、彼女が脱退した後はメインボーカルを担当。
- ゲイリー・キャンブラ (Gary Cambra) - キーボード (1995年-1996年）
新生ジェファーソン・スターシップから参加。西海岸ではTV番組の音楽監督としても知られる人物。
- T・ラヴィッツ (T Lavitz) - キーボード (1996年-1998年）
新生ジェファーソン・スターシップから参加。スティーヴ・モーズ（元ディープ・パープル）が在籍していたディキシー・ドレッグスの元メンバー。

## ディスコグラフィ
- アルバムはベスト盤を除いたものを発表年順にレコード会社と共に記載。太字はオリジナルのスタジオ・アルバムを示す。
- シングルはUS初回リリース通常盤のみを記す。

### ジェファーソン・エアプレイン

#### アルバム
- 1966/RCA Jefferson Airplane Takes Off
- 1967/RCA Surrealistic Pillow
- 1967/RCA After Bathing at Baxter's
- 1968/RCA Crown of Creation
- 1969/RCA Bless Its Pointed Little Head
- 1969/RCA Volunteers
- 1971/GRUNT Bark
- 1972/GRUNT Long John Silver
- 1973/GRUNT Thirty Seconds Over Winterland
- 1974/GRUNT Early Flight （スタジオ未発表曲集）
- 1990/Thunderbolt Live At the Monterey Festival
- 1998/BMG Live At The Fillmore East 1968
- 2006/CHARLY At Golden Gate Park, May 7 1969
- 2007/CHARLY Last Flight at Winterland Arena 22/09/1972
- 2007/Legacy-SONY USA Sweeping Up the Spotlight At the Fillmore East 1969
- 2007/CHARLY At The Family Dog Ballroom sept.1969 feat. Jerry Garcia

#### シングル
- 1966 It's No Secret / Runnin' Round This World
- 1966 Come Up the Years / Blues from An Airplane
- 1966 Bringing Me Down / Let Me In
- 1967 My Best Friend / How Do You Feel
- 1967 Somebody to Love (あなただけを) / She Has funny Cars #5 US
- 1967 White Rabbit / Plastic Fantastic lover #8 US
- 1967 Ballad of You and Me and Pooneil / Two Heads #42 US
- 1967 Watch Her Ride / Martha #61 US
- 1968 Greasy Heart / Share A Little Joke #98 US
- 1968 Crown of Creation / Lather #64 US
- 1969 The Other Side of This Life / Plastic Fantastic Lover
- 1969 Volunteers / We Can Be Together #65 US
- 1970 Have You Seen the Saucers? / Mexico
- 1971 Pretty as You Feel / Wild Turkey #60 US
- 1971 Long John Silver / Milk Train
- 1972 Twilight Double Leade / Trial By Fire

### ポール・カントナーのプロジェクト

#### アルバム
- 1970/RCA Blows Against The Empire / Paul Kantner Jefferson Starship
- 1971/GRUNT Sunfighter / Paul Kantner& Grace Slick
- 1973/GRUNT Baron Von Tollbooth & The Chrome Nun / Kantner,Slick & Freiberg
- 1973/GRUNT Manhole / Grace Slick
- 1983/GRUNT Planet Earth Rock And Roll Orchestra / Paul Kantner(feat,JS)

#### シングル
- 1970 Child Is Coming / Let's Go Together
- 1971 Sunfighter / China

### ジェファーソン・スターシップ

#### アルバム
- 1974/GRUNT Dragon Fly
- 1975/GRUNT Red Octopus
- 1976/GRUNT Spitfire
- 1978/GRUNT Earth
- 1979/GRUNT Freedom At Point Zero
- 1981/GRUNT Modern Times
- 1982/GRUNT Winds Of Change
- 1984/GRUNT Nuclear Furniture

#### シングル
- 1974 Ride the Tiger / Devils Den #84 US
- 1975 Caroline / Be Young You
- 1975 Miracles / Ai Garimasu #3 US
- 1975 Play on Love / I Want To See Another World #49 US
- 1976 With Your Love / Switchblade #12 US
- 1976 St. Charles / Love Lovely Love #64 US
- 1977 Count on Me / Show Yourself #8 US
- 1977 Runaway / Hot water #12 US
- 1978 Crazy Feelin / Love Too Good #54 US
- 1978 Light the Sky on Fire / Hyper Drive #66 US
- 1979 Jane / Freedom At Point Zero #14 US
- 1980 Girl with the Hungry Eyes / Just The same #55 US
- 1980 Rock Music / Lightning Rose
- 1981 Find Your Way Back / Modern Times #29 US
- 1981 Stranger / Free #48 US
- 1981 Save Your Love / Wild Eyes
- 1982 Be My Lady / Out of Control #28 US
- 1982 Winds of Change / Black Widow #38 US
- 1983 Can't Find Love / I Will Stay
- 1984 No Way Out / Rose Goes to Yale #23 US
- 1984 Layin' It on the Line / SHow Down #66 US

### スターシップ

#### アルバム
- 1985/GRUNT Knee Deep In The Hoopla (フープラ)
- 1987/GRUNT No Protection
- 1989/RCA Love Among The Cannibals

#### シングル
- 1985 We Built This City(シスコはロック・シティ) #1 US
- 1985 Sara(セーラ) #1 US
- 1986 Tomorrow Doesn't Matter Tonight #26 US
- 1986 Before I Go #68 US
- 1987 Nothing's Gonna Stop Us Now (愛はとまらない) #1 US -  映画マネキン主題歌 (ダイアン・ウォーレン作)
- 1987 It's Not Over Til It's Over #9 US
- 1987 Beat Patrol #46 US
- 1987 Set the Night to Music
- 1988 Wild Again #73 US
- 1989 It's Not Enough (CD single) #12 US
- 1989 I Didn't Mean to Stay All Night (CD single) #75 US
- 1989 I'll Be There (CD single)
- 1991 Good Heart (CD single) #81 US

### KBC バンド

#### アルバム
- 1986/ARISTA KBC Band

#### シングル
- 1986 America/WRECKING CREW
- 1986 It's Not You, It's Not Me / Dream Mortorcycle
- 1986 Hold Me

### ジェファーソン・エアプレイン （再結成）

#### アルバム
- 1989/EPIC Jefferson Airplane

#### シングル
- 1989 Summer of Love
- 1989 Planes
- 1989 True Love

### 新生ジェファーソン・スターシップ

#### アルバム
- 1995/INTERSOUND Deep Space/Virgin Sky （新曲を含むLive）
- 1998/SPV Windows Of Heaven (GER Ver.)
- 1999/CMC Windows Of Heaven (USA Ver./Japan Ver.)
- 1999/CMC Greatest Hits Live At The Fillmore (Live)
- 2001/CIA B.B.King's Blues Club 10-31-00 (Live)
- 2001/CIA Vinoy Park 11-11-00 (Live)
- 2001/ZEBRA Across The Sea Of Suns (Live)
- 2003/RAINMAN Deeper Space/Extra Virgin Sky (Live)（1995年盤の完全収録版）
- 2008/GRA Jefferson's Tree of Liberty

（以下は限定発売・CD-R仕様）
- 2003/CIA Post 911-9.19.2001 Vincent's at Randolph,Ma. (Live)
- 2003/CIA Post 911-9.21.2001 NJ Harley Pistol Grip Rally-Seaside Heights,NJ (Live)
- 2003/CIA Post 911-11.02.2001 Mystic Theatre-Petaluma,CA (Live)
- 2003/CIA Post 911-11.10.2001 Chameleon Club-Lancaster,PA (Live)
- 2003/CIA Post 911-11.13.2001 Rechter Theater-Towson,MD (Live)
- 2003/CIA Post 911-11.19.2001 The Turning Point-Piermont,NY (Live)
- 2003/CIA UK 10-27-2002 Cardiff,Wales (Live)
- 2003/CIA UK 10-28-2002 The Stables Wavendon (Live)
- 2003/CIA UK 10-29-2002 Newcastle Opera House (Live)
- 2003/CIA UK 10-31-2002 The Mean Fiddler London (Live)
- 2003/CIA UK 11-01-2002 Bilston,England Robin2 (Live)
- 2003/CIA UK 11-02-2002 Southampton,England The Brook (Live)
- 2003/DISCLIVE Live 6/6/2003 (Live)
- 2003/DISCLIVE Live 6/7/2003 8:00PM (Live)
- 2003/DISCLIVE Live 6/7/2003 10:30PM (Live)

#### シングル
- 1999 Let Me Fly

## フィルモグラフィ

### ジェファーソン・エアプレイン
- 『モンタレー・ポップ フェスティバル'67』（1968年）
- 『ウッドストック/愛と平和と音楽の三日間』（1970年）
- 『ギミー・シェルター』（1970年）
- Stamping Ground[41]（1971年）
- 『フィルモア最後の日』（1972年）
- 『ワン・アメリカン・ムービー』[注 29]（1972年）

## 日本公演

### スターシップ
出典。

#### 1986年
- 4月8日 東京・中野サンプラザ
- 4月9日 名古屋・名古屋市公会堂
- 4月10日 大阪・大阪厚生年金会館
- 4月12日 東京・中野サンプラザ
- 4月14日 東京・NHKホール
- 4月16日 東京・東京厚生年金会館

### 新生ジェファーソン・スターシップ
出典。

#### 1999年
- 3月30日、30日、4月1日、2日（2部）、3日、4日 東京・六本木STB139 スイートベイジル

#### 2008年
- 11月27日、30日 東京・COTTON CLUB

#### 2012年
- 11月23日、24日 川崎・CLUB CITTA'

#### 2023年
- 1月10日（2部） 大阪・ビルボード・ライブ
- 1月12日（2部） 横浜・ビルボード・ライブ
- 1月13日（2部） 横浜・ビルボード・ライブ